# Філ Скотт
Філліп «Філ» Скотт (англ. Phillip "Phil" Scott; нар. 4 серпня 1958, Барр, Вермонт) — американський політик-республіканець, губернатор штату Вермонт з 2017 р.
1980 року закінчив Вермонтський університет. Був співвласником будівельної компанії Dubois Construction у Міддлсексі, займався автоспортом.
З 2001 до 2011 рр. представляв округ Вашингтон у Сенаті Вермонту, 2010 р. переміг на виборах віцегубернатора штату.
Одружений, має двох дітей.